# 揚·哈森
揚·哈森（英語：Jan C. Harzan）是美國幽浮學家，2013年至2020年間擔任MUFON的執行董事。

## 生平
畢業於加州大學洛杉磯分校工程學院，取得核工程理學學士學位。大學畢業後，進入IBM工作。
1991年，首度參與民間不明飛行物研究機構MUFON的活動。2013年8月1日，成為MUFON的執行董事。
哈森相信外星生命控制的不明飛行物、羅斯威爾事件以及其他一些超自然現象是真實的，也稱自己在10歲時曾目擊過不明飛行物。
2020年7月3日，警方在加州新港灘逮捕了哈森及另一名男子，哈森被控涉嫌向一名在網上冒充13歲女孩的警探索要性行為。由於這起事件，哈森被MUFON永久免除其執行董事的職務，由大衛·麥唐納（David MacDonald）接任。

## 外部連結
- 揚·哈森在互联网电影资料库（IMDb）上的資料（英文）